# Luffa saccata
Luffa saccata ist eine Pflanzenart der Gattung Luffa in der Familie der Kürbisgewächse (Cucurbitaceae). Sie kommt im nördlichen Australien vor.

## Beschreibung

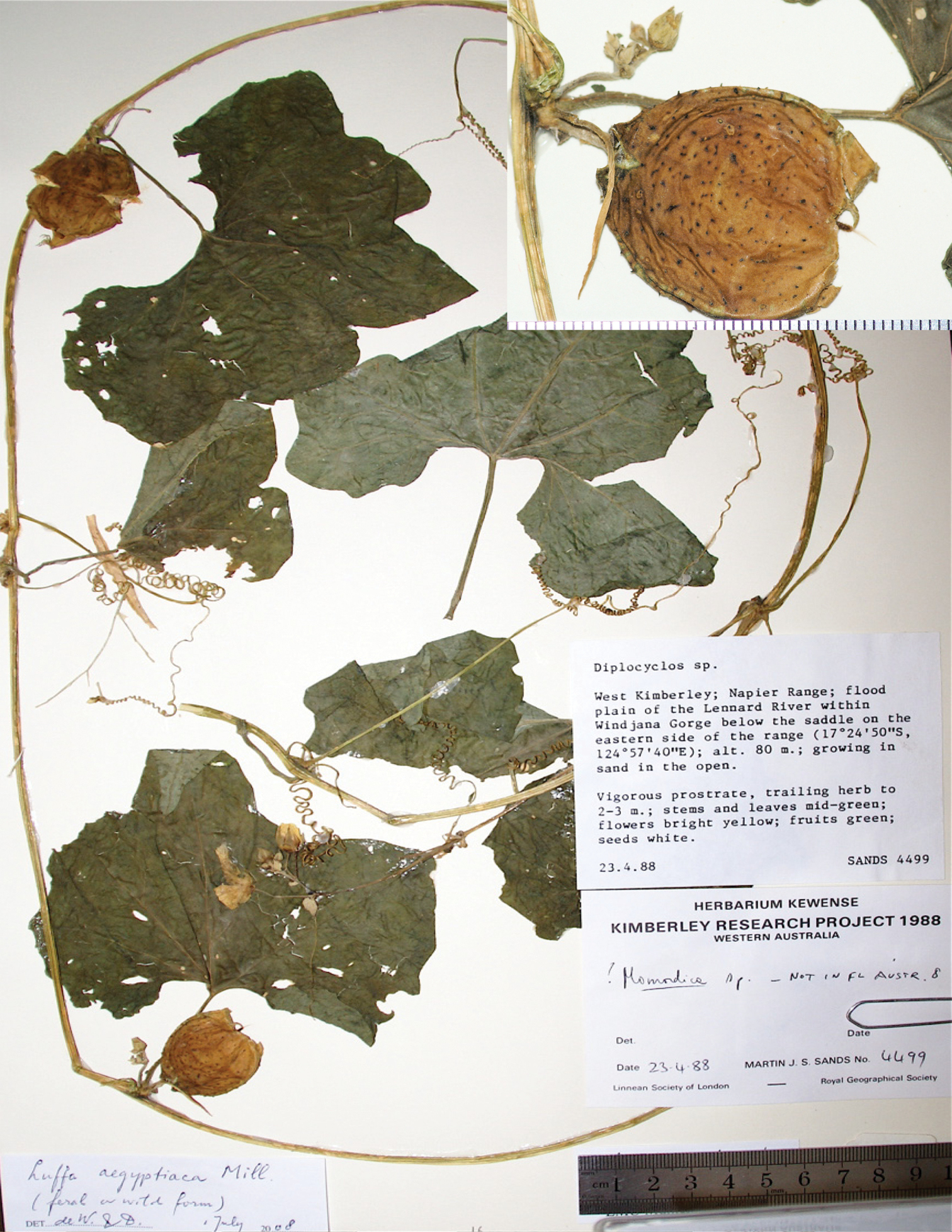
Herbarbeleg von Luffa saccata

### Vegetative Merkmale
Luffa saccata wächst als kletternde oder kriechende, einjährige krautige Pflanze. Die mehr oder weniger kahle und gerippte Sprossachse erreicht Durchmesser von 0,2 bis 0,3 Zentimetern und wird bis zu 7 Meter lang. Die Seitenzweige erster Ordnung sind 4,5 bis 8 Zentimeter lang, jene der zweiten Ordnung sind 5 bis 9 Zentimeter lang. Die Ranken sind drei- bis fünfteilig.
Die Laubblätter sind in einen Blattstiel und eine Blattspreite gegliedert. Der Blattstiel ist 1,5 bis 6,5 Zentimeter lang. Die einfache, drei- oder fünffach gelappte Blattspreite ist bei einer Länge von 3 bis 14 Zentimetern sowie einer Breite von 2,5 bis 13 Zentimetern eiförmig bis breit-eiförmig mit herzförmiger Spreitenbasis und spitzem oberen Ende. Die Spreitenlappen haben eine gerundetes oder stumpfes oberes Ende sowie einen gekerbten Rand. Sowohl die Oberseite als auch die Unterseite der Blattspreite sind borstig behaart.

### Blütenstände und Blüten
Die Blütezeit von Luffa saccata erstreckt sich von März bis Oktober. Die Blüten sind meist zwittrig, seltener ist Luffa saccata einhäusig getrenntgeschlechtig (monözisch). Die männlichen Blüten stehen meist in traubigen Blütenständen zusammen, seltener auch einzeln. Die Blüten stehen in 3 bis 30 Zentimeter langen Blütenständen und enthalten 10 bis 16 gestielte Blüten und stehen an einem 1,5 bis 12 Zentimeter langen Blütenstandsschaft. Die Blütenstiele in diesen Blütenständen sind 0,5 bis 2 Zentimeter lang, während sie bei den einzeln stehenden Blüten 0,8 bis 6,4 Zentimeter lang sind. Die weiblichen Blüten stehen einzeln oder in Paaren an den Blattachseln zusammen. Die Blütenstiele der weiblichen Blüten sind 0,3 bis 2 Zentimeter lang.
Die männlichen Blüten sind fünfzählig. Ihr Blütenbecher ist bei einer Länge von 0,2 bis 0,3 Millimetern breit glockenförmig. Die fünf Kelchblätter sind verwachsenen und der Kelch endet in fünf an der Unterseite fein behaarte Kelchlappen, welche bei einer Länge von 0,4 bis 1 Zentimeter dreieckig sind. Die fünf gelben Kronblätter sind verwachsenen und die Blütenkrone endet in fünf, mehr oder weniger kahlen Kronlappen, welche bei einer Länge von 1,2 bis 2 Zentimetern breit-eiförmig bis spatelförmig sind. Die drei Staubblätter befinden sich am Grund des Blütenbechers. Bei den Staubbeuteln ist einer ein- und zwei zweikammerig.
Der Blütenbecher der weiblichen Blüten ähnelt dem der männlichen Blüten. Der eiförmige Fruchtknoten ist 0,8 bis 1,2 Zentimeter lang und ist mit feinen Haaren bedeckt. Die drei Staubblätter der weiblichen Blüten sind steril. Die etwa 0,2 Zentimeter lange Griffel endet in drei zweilappigen Narben.

### Frucht und Samen
Die Fruchtstiele sind 0,2 bis 2 Zentimeter lang. Die unbehaarte und stachelige Frucht ist bei einer Länge von 2,5 bis 4,5 Zentimetern sowie einem Durchmesser von 2 bis 4 Zentimetern eiförmig. Reife Früchte findet man von März bis Oktober. Jede der Früchte enthält zahlreiche Samen.
Die Samen sind bei einer Länge von 0,7 bis 0,8 Zentimetern sowie einer Breite von 0,4 bis 0,5 Zentimetern elliptisch und weisen schmale Flügel auf. Die Oberfläche der dunkelbraunen und schwarz gefleckten Samen ist glatt oder leicht runzelig.

## Vorkommen
Das natürliche Verbreitungsgebiet von Luffa saccata liegt im nördlichen Australien. Es erstreckt sich von Kimberley in Western Australia bis zur Region um den McArthur River im Northern Territory.
Luffa saccata gedeiht in Höhenlagen von bis zu 300 Metern. Luffa saccata wächst meist fluss- und ufernahen Gebieten auf Sand- oder Lehmböden, gelegentlich auch an felsigen Hänge auf Kalk- oder Sandstein. An diesen Standorten wächst die Art unter anderem vergesellschaftet mit Adansonia gregorii, Barringtonia acutangula, dem Roten Eukalyptus (Eucalyptus camaldulensis), Eucalyptus miniata und Melaleuca leucadendra sowie verschiedenen Arten von Brachychiton, Stachelgräsern (Cenchrus) und Stachelkopfgräsern (Triodia).

## Taxonomie
Die Erstbeschreibung als Luffa saccata erfolgte 2011 durch Ian Telford in PhytoKeys anhand einiger von Ferdinand von Mueller im 19. Jahrhundert gesammelten Exemplaren. Mueller bezeichnete die von ihm gesammelten Pflanzen bereits als Luffa saccata veröffentlichte aber keine gültige Erstbeschreibung. Charles Victor Naudin beschrieb 1859 Luffa saccata als Synonym von Luffa graveolens. Telford führte morphologische Untersuchungen durch, welche den Artstatus von Luffa saccata rechtfertigen. Ein Synonym für Luffa saccata F.Muell. ex I.Telford ist Luffa saccata F.Muell. ex Naudin.
Das Artepitheton saccata leitet sich vom lateinischen saccatus ab, was so viel wie sackartig bedeutet, und verweist auf die sackartigen Früchte.